# Folha de Londrina
A Folha de Londrina é um jornal de impressão diária que foi fundado na cidade de Londrina em 1948, por João Milanez.
O jornal tem uma tiragem média diária de 40 mil exemplares, circulando em mais de 300 municípios do Paraná, além de algumas localidades dos Estados de São Paulo e Mato Grosso do Sul. Seu público leitor é estimado em mais de 120 mil pessoas; além dos assinantes, a Folha de Londrina é vendida em edições avulsas em Londrina, Curitiba e outros municípios de maior expressão no Estado do Paraná. Sua cobertura é profissionalizada, e abrange todos os temas de um jornal tradicional, desde o cotidiano da cidade até política internacional.
É o jornal de grande circulação mais tradicional da região, e prevalece nas classes A e B da sociedade londrinense. Sua base de arrecadação se dá, principalmente, através dos assinantes, que respondem por mais de 90% dos exemplares em circulação diária semanal, exceto aos domingos.
Maior jornal impresso do Paraná e um dos principais veículos de comunicação do Sul do País, a FOLHA está presente em 253 municípios do Estado, com uma média de 120 mil leitores diários somente na versão impressa.